# Međunarodna ateistička alijansa
Međunarodna ateistička alijansa (AAI, engl. Atheist Alliance International) globalna je federacija ateističkih organizacija i pojedinaca posvećena obrazovanju javnosti o ateizmu, sekularizmu i srodnim pitanjima. AAI je osnovan 1991. godine.

## Povijest
AAI je osnovan 1991. godine kao Ateistička alijansa, alijansa četiriju lokalnih ateističkih skupina iz SAD-a. Tijekom vremena Ateistička se alijansa proširila pridodavši među svoje članove lokalne i regionalne američke skupine te međunarodne skupine, a 2001. godine promijenila je svoj naziv u Međunarodnu ateističku alijansu. Godine 2010. i 2011. članovi su odobrili odvajanje američkih i međunarodnih segmenata AAI-ja u zasebne organizacije radi prilagodbe različitim strateškim ciljevima pojedine skupine. Američka skupina AAI-ja preimenovana je u Ateističku alijansu Amerike dok je međunarodna skupina zadržala izvorni naziv AAI-ja, usvojila nove pravilnike i novu organizacijsku strukturu. Pokretanje novo restrukturiranog AAI-ja zbilo se na Svjetskoj ateističkoj konvenciji u Dublinu u Irskoj 3. lipnja 2011. godine.

## Organizacijska struktura
Odbor AAI-ja sastoji se od 4 do 13 direktora izabranih na dvije godine ne u istovremenim mandatima. Najviše tri direktora smije dolaziti iz jedne zemlje, a svaki pridruženi ili dopisni član ograničen je na jednog kandidata za Odbor u bilo koje vrijeme.
Službenici AAI-ja su direktori, a Odbor ih izabire na jednogodišnji mandat nakon svakog godišnjeg općeg sastanka. Trenutačni predsjednik AAI-a je Carlos A. Diaz iz Buenos Airesa u Argentini.
AAI ima tri razreda članstva: pridružene članove, dopisne članove i članove pojedince. Pridruženi i dopisni članovi su ateističke/slobodoumne skupine koje imaju vlastite članove pojedince, dok pridruženi članovi moraju biti demokratske prirode. Članovi pojedinci su ljudi koji žele poduprijeti rad AAI-ja. Svi članovi stječu pravo prisustvovanju sastancima članova, no samo pridruženi članovi imaju pravo glasa.
Vizija AAI-ja jest "sekularan svijet gdje javna politika, znanstveno istraživanje i obrazovanje nisu pod utjecajem religijskih vjerovanja već su zasnovani na smislenu rasuđivanju, racionalnosti i dokazu." Misija je AAI-ja "izazvati i suprotstaviti religijsku vjeru, jačati globalni ateizam promicanjem rasta i interakcije ateističkih/slobodoumnih organizacija diljem svijeta i poduzimati međunarodne obrazovne i zagovaračke projekte."
Aktivnosti AAI-ja uključuju:
- omogućavanje i ugošćivanje ateističkih konvencija i konferencija diljem svijeta.[7]
- poticanje Kaseseske humanističke osnovne škole u Ugandi omogućavanjem učeničkih stipendija i prikupljanjem novčane potpore.
- objavljivanje časopisa Secular Worlda i proizvodnja podcasta Secular Worlda voditelja Jake-Farra Whartona i Hana Hillsa.[7]
- podupiranje razvoja novih ateističkih skupina navlastito u zemljama u razvoju.
- međunarodno lobiranje radi potpore slobodi izražavanja i savjesti navlastito ateista koji su ugnjetavani religijskom diskriminacijom.

## Konvencije
Prva godišnja konvencija AAI-ja održala se 1995. godine u Los Angelesu. Prva međunarodna konvencija AAI-ja održala se 2006. godine u Reykjaviku na Islandu. Godine 2010. AAI je započeo svoj tekući program suugošćivanja konvencija s pridruženim i dopisnim članovima.
AAI je suugošćivao / podupirao konferencije od 2010. godine:
- 2010.: Melbourne, Australija;[8] Montréal, Kanada; Kopenhagen, Danska; Grad Mexico, Meksiko.[nedostaje izvor]
- 2011.: Dublin, Irska;[9] Kamloops, Britanska Kolumbija (Kanada);[10] Gambija; Kenija.
- 2012.: Manila, Filipini;[11] Kamloops, Britanska Kolumbija (Kanada);[12] Köln, Njemačka.

## Ostali projekti
Godine 2009. AAI je pokrenuo Zakladu AAI-ja, dugoročan projekt posvećen pokroviteljstvu volonterskih obrazovnih projekata u zemljama u razvoju. Njezin prvi projekt osigurao je fondove i volontere za Kasesesku osnovnu humanističku školu u Kaseseu u Ugandi 2010. godine kada je AAI izabrao i ugostio četiri volontera iz Sjeverne Amerike i Azije koji su služili kao učiteljski pomoćnici u školi tijekom triju mjeseca. [nedostaje izvor]
Godine 2012. AAI je lobirao za oslobađanje Alexandera Aana, indonezijskoj civilnog službenika koji je dobio otkaz na poslu, bio napadnut i pretrpio od lokalnih imama prijetnje o obezglavljenju, te ga je uhitila indonezijska policija nakon što je objavio na Facebooku da "Bog ne postoji". AAI upravlja fondom za pravnu obranu i stipendijskim fondom u Aanovo ime. Dana 14. lipnja 2012. godine Aan je osuđen na dvije godine i šest mjeseci zatvora i globom od 100 milijuna Rp (o. 10.000 USD). U studenome 2012. godine presuda je poništena.

## Vanjske poveznice
- Međunarodna ateistička alijansa
- Časopis Sekularni svijet
- Zaklada AAI-ja  Arhivirana inačica izvorne stranice od 2. svibnja 2013. (Wayback Machine)